# 九龍公眾碼頭

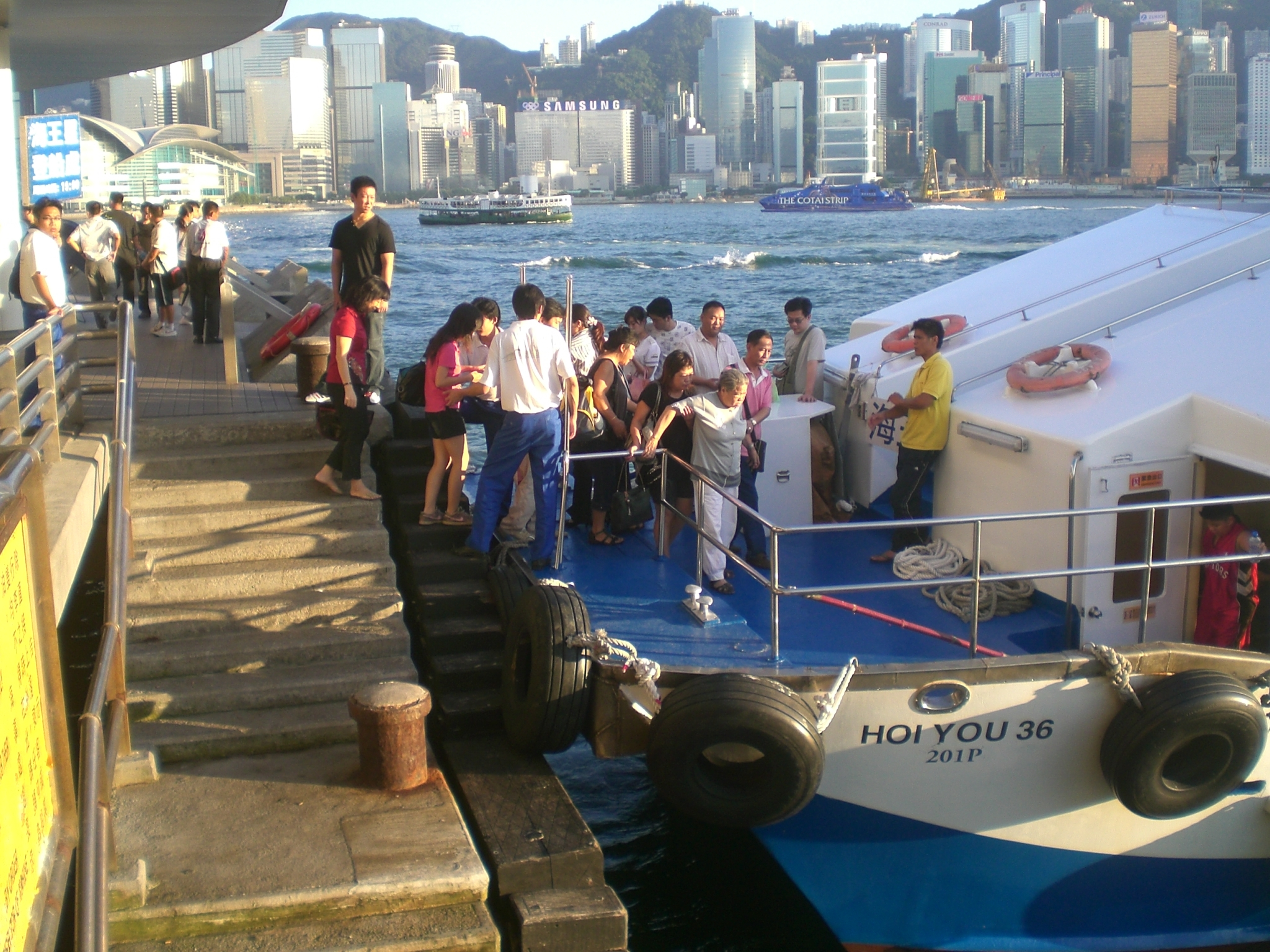
乘客在九龍公眾碼頭登船情況

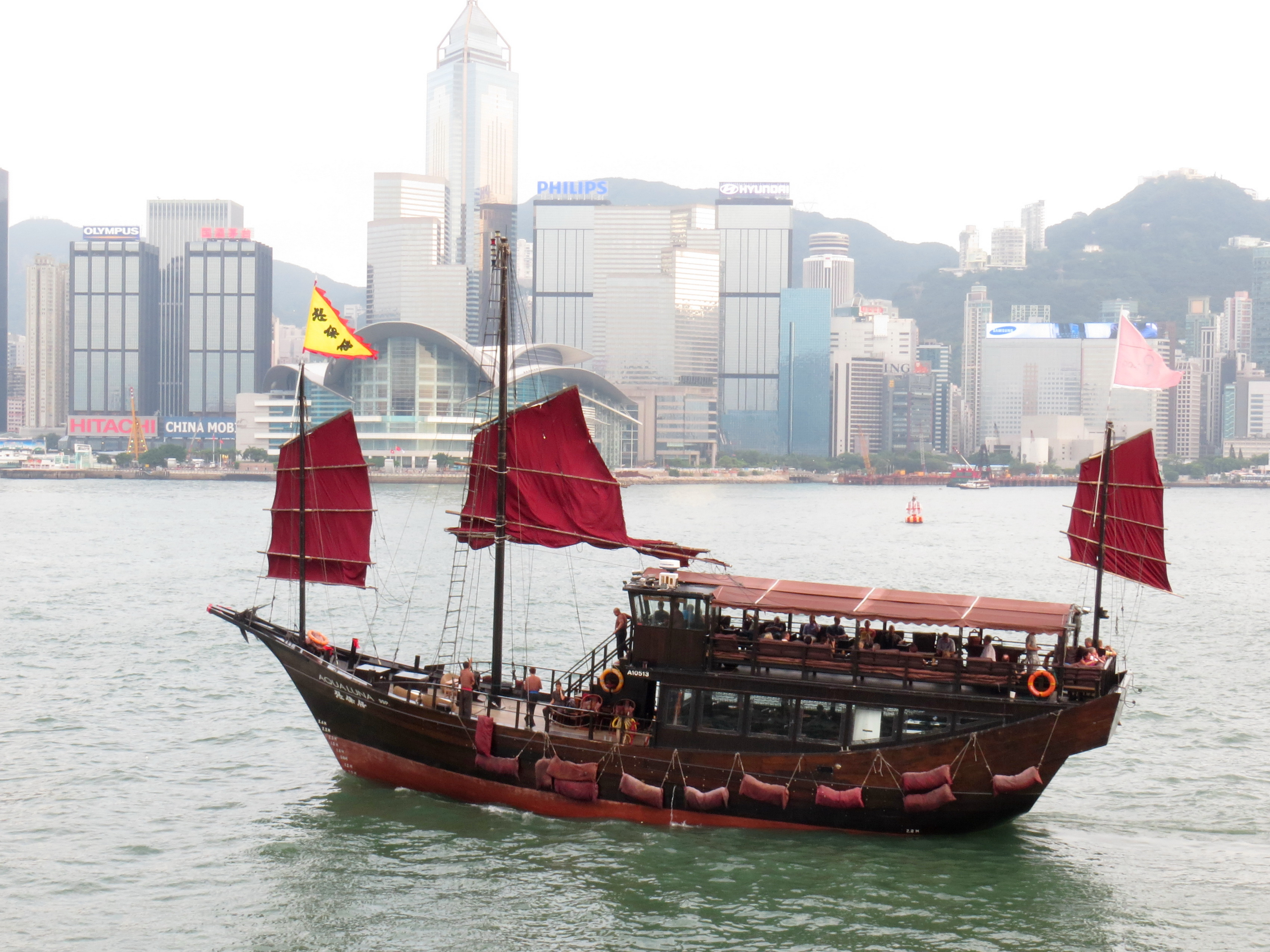
「張保仔號」從九龍公眾碼頭開出

九龍公眾碼頭（英語：Kowloon Public Pier），又稱尖沙咀公眾碼頭，位於香港九龍尖沙咀正南處，毗鄰香港文化中心，面對維多利亞港，是一個可供小型船隻泊岸上落客的公眾碼頭，費用全免。

## 歷史
九龍公眾碼頭前身為尖沙咀鐵路碼頭，為九廣鐵路尖沙咀火車站旁的公眾碼頭。在香港海底隧道通車前，香港島的居民如要乘搭火車站的頭班車，因天星小輪尚未開始服務，所以需要乘坐嘩啦嘩啦到此碼頭轉乘火車。
1986年，港府斥資3200萬港元對九龍公眾碼頭進行擴建工程，包括將泊位數目由兩個增加至六個，同時加建高架觀景台兼行人天橋。
此外，該碼頭也是一年一度香港渡海泳的起點，2017年以第73屆再次舉辦。

## 使用九龍公眾碼頭的渡輪與遊船航班
- 尖沙咀 ↔ 南丫島索罟灣天虹海鮮酒家專船
- 中式帆船「鴨靈號」（Duk Ling）海上遊
- 中式帆船「張保仔號」（Aqua Luna）海上遊

## 鄰近建築物
- 尖沙咀鐘樓
- 香港太空館
- 香港文化中心
- 香港藝術館

## 奧運聖火
九龍公眾碼頭是日本東京1964年夏季奧林匹克運動會火炬接力及2008年夏季奧林匹克運動會火炬接力的其中一站。

## 站外鏈結
- 九龍公眾碼頭地圖